# Клопов Дмитро Ігорович
Дмитро Ігорович Клопов (рос. Дмитрий Игоревич Клопов; 7 жовтня 1989, м. Горький, СРСР) — російський хокеїст, лівий нападник. Виступає за «Торпедо» (Нижній Новгород) у Континентальній хокейній лізі. 
Вихованець хокейної школи «Торпедо» (Нижній Новгород). Виступав за «Торпедо» (Нижній Новгород), «Чайка» (Нижній Новгород), ХК «Саров».
У складі молодіжної збірної Росії учасник чемпіонату світу 2009.
Досягнення
- Бронзовий призер молодіжного чемпіонату світу (2009).